# Lamachus splenditor
Lamachus splenditor är en stekelart som beskrevs av Aubert 1989. Lamachus splenditor ingår i släktet Lamachus och familjen brokparasitsteklar. Inga underarter finns listade i Catalogue of Life.